# ボーイ・ミーツ・ガール (映画)
『ボーイ・ミーツ・ガール』（Boy Meets Girl）は1984年に公開されたフランスの白黒映画。
レオス・カラックスによる監督作品で、アレックス三部作の一作目でありカラックスにとっての初長編作品。少年アレックスの孤独なモノローグと共に、浮かんでは消えるモノクロームのパリの街が「ボーイ・ミーツ・ガール」という一つの定型句を夢のように儚く、そして危うい神話のように物語っていく。
第37回カンヌ国際映画祭ヤング大賞、1985年シネデクヴェルト賞を受賞。

## ストーリー
恋人フロランスに振られたばかりのアレックスは、いつも悲しげなモノローグをパリの街に浮かべるような孤独な男。部屋の壁に貼ったパリの地図に、フロランスが残した傷から自殺しようとしたという旨のメモを貼り付ける。一方、どこか遠い世界で暮らしているミレーユも、恋人ベルナールと喧嘩ばかりの日々。まるで別の夢であるかのように離れている二つの世界は、徐々に距離を縮め、ついに出会うことになるが…。

## キャスト
- ドニ・ラヴァン:アレックス
- ミレーユ・ペリエ:ミレーユ
- キャロル・ブルックス:ヘレン
- アンナ・バルダッチニ：フロランス
- ハンス・メイヤー
- エリー・ポワカール